# Église catholique aux Philippines
L'Église catholique aux Philippines est une partie intégrante de l'Église catholique. Elle regroupe l'ensemble des chrétiens des Philippines reconnaissant l'autorité du pape. Elle constitue la communauté religieuse la plus importante aux Philippines avec 76 millions de fidèles en 2017.

## Histoire
Le catholicisme a été introduit dans l'archipel par la colonisation espagnole à partir du XVIe siècle.

## Abus sexuels
Bien que les Philippines soit catholique à 80 %, il existe peu de plaintes pour abus sexuels commis par des membres de l'Église catholique aux Philippines.  Cette situation est due à la honte des victimes et à l’image particulièrement valorisée des hommes d’Église (comme d’autres professions d’autorité, tels les politiques ou les militaires). Pour Gabriel Dy-Liacco, psychothérapeute et membre des deux commissions pontificales successives pour la protection des mineurs : « Aux Philippines, le prêtre est au sommet de la hiérarchie sociale et tout lui est dû », il est « vénéré à tort comme au-dessus des lois »,.
En 2025, l'organisation américaine BishopAccountability.org mentionne 82 prêtres et religieux accusés d’abus sexuels sur des mineurs, or au moins sept de ces prêtres continuent de travailler dans des paroisses des Philippines. Elle considère que nombre d’évêques philippins s'estiment dans leur droit de dissimuler des informations sur les abus commis par des prêtres. Une responsable de l'organisation indique : « Les évêques philippins se permettent de garder le silence. Ils estiment avoir le droit de dissimuler des informations sur les violences sexuelles contre les mineurs. Ils s’autorisent à défendre des prêtres accusés »,.

## Territoire ecclésiastiques
L'Église catholique aux Philippines est divisé en 72 diocèses dans 16 provinces ecclésiastiques. Il y a également 7 vicariat apostolique et un ordinariat militaire.

### Diocèses
- Archidiocèse de Cáceres
  - Diocèse de Daet
  - Diocèse de Legazpi
  - Diocèse de Libmanan
  - Diocèse de Masbate
  - Diocèse de Sorsogon
  - Diocèse de Virac
- Archidiocèse Cagayan de Oro
  - Diocèse de Butuan
  - Diocèse de Malaybalay
  - Diocèse de Surigao
  - Diocèse de Tandag
- Archidiocèse de Capiz
  - Diocèse de Kalibo
  - Diocèse de Romblon
- Archidiocèse de Cebu
  - Diocèse de Dumaguete
  - Diocèse de Maasin
  - Diocèse de Tagbilaran
  - Diocèse de Talibon
- Archidiocèse de Cotabato
  - Diocèse de Kidapawan
  - Diocèse de Marbel
- Archidiocèse de Davao
  - Diocèse de Digos
  - Diocèse de Mati
  - Diocèse de Tagum
- Archidiocèse de Jaro
  - Diocèse de Bacolod
  - Diocèse de Kabankalan
  - Diocèse de San Carlos
  - Diocèse de San Jose de Antique
- Archidiocèse de Lingayen–Dagupan
  - Diocèse d'Alaminos
  - Diocèse de Cabanatuan

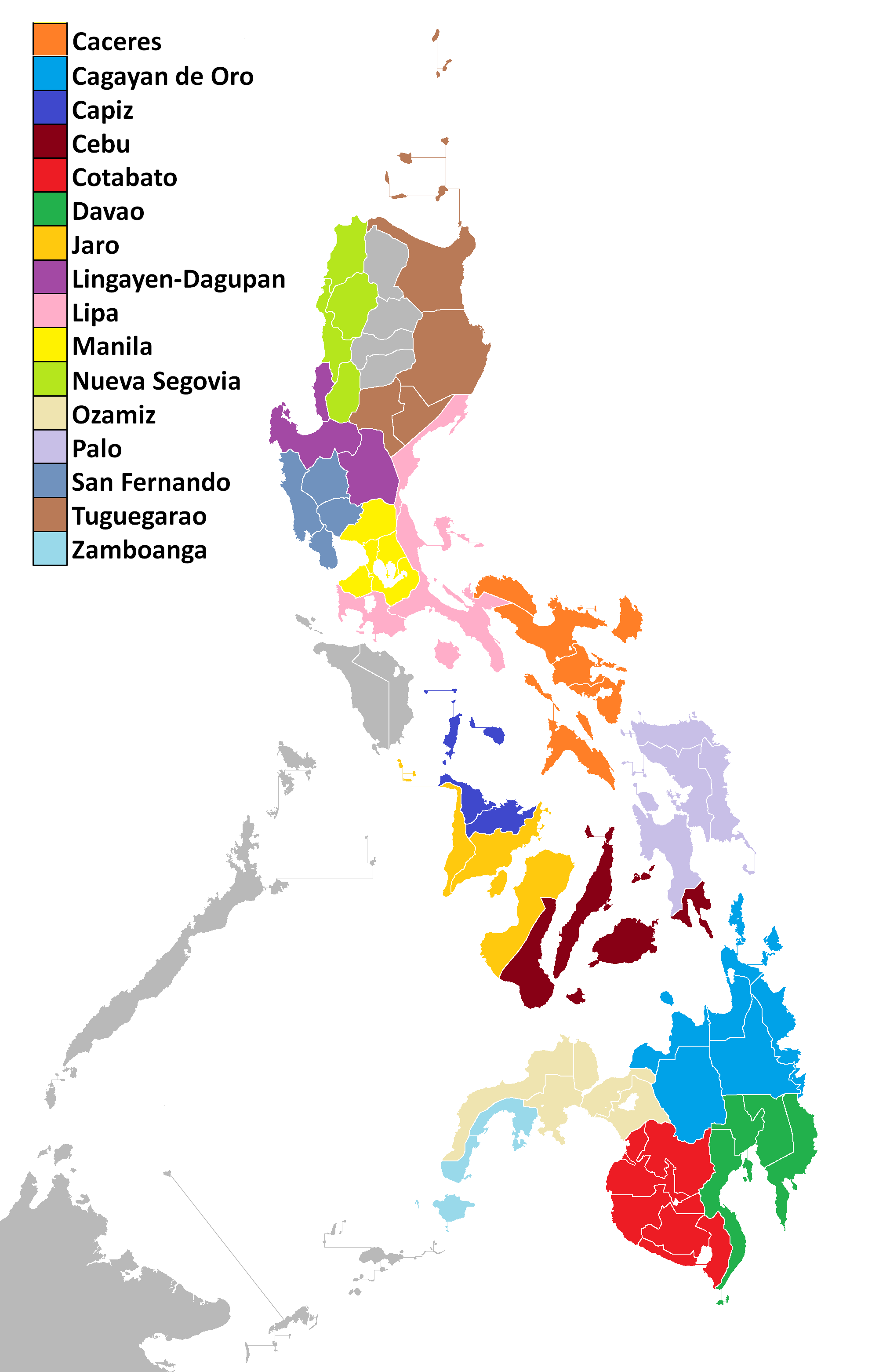
Carte des Philippines montrant les différents archidiocèses.

  - Diocèse de San Fernando de La Union
  - Diocèse de San Jose de Nueva Ecija
  - Diocèse de Urdaneta
- Archidiocèse de Lipa
  - Diocèse de Boac
  - Diocèse de Gumaca
  - Diocèse de Lucena
  - Prélature territoriale de l'Infante
- Archidiocèse de Manille
  - Diocèse d'Antipolo
  - Diocèse de Cubao
  - Diocèse d'Imus
  - Diocèse de Caloocan
  - Diocèse de Malolos
  - Diocèse de Novaliches
  - Diocèse de Parañaque
  - Diocèse de Pasig
  - Diocèse de San Pablo
- Archidiocèse de la Nueva Segovia
  - Diocèse de Baguio
  - Diocèse de Bangued
  - Diocèse de Laoag
- Archidiocèse d'Ozamiz
  - Diocèse de Dipolog
  - Diocèse d'Iligan
  - Diocèse de Pagadian
  - Prélature territoriale de Marawi
- Archidiocèse de Palo
  - Diocèse de Borongan
  - Diocèse de Calbayog
  - Diocèse de Catarman
  - Diocèse de Naval
- Archidiocèse de San Fernando 
  - Diocèse de Balanga
  - Diocèse d'Iba
  - Diocèse de Tarlac
- Archidiocèse de Tuguegarao
  - Diocèse d'Ilagan
  - Diocèse de Bayombong
  - Prélature territoriale de Batanes
- Archidiocèse de Zamboanga
  - Diocèse d'Ipil
  - Prélature territoriale d'Isabela

### Vicariats apostoliques

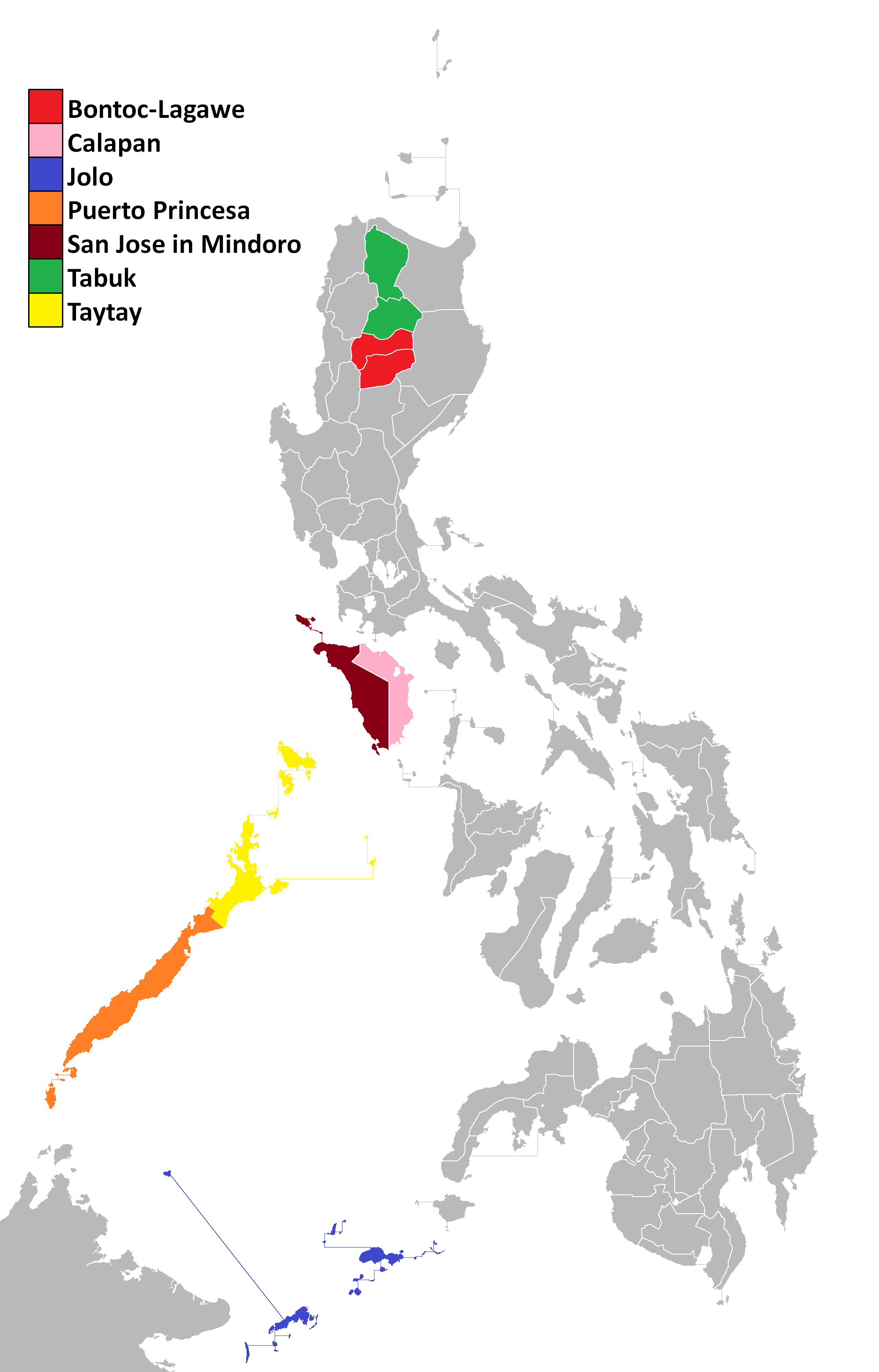
Carte des Philippines montrant les différents vicariats apostoliques.

- Vicariat apostolique de Bontoc-Lagawe
- Vicariat apostolique de Calapan
- Vicariat apostolique de Jolo
- Vicariat apostolique de Puerto Princesa
- Vicariat apostolique de San Jose de Mindoro
- Vicariat apostolique de Tabuk
- Vicariat apostolique de Taytay

### Ordinariat militaire
- Ordinariat militaire des Philippines

## Cardinaux
Dans le collège cardinalice, il y a actuellement 4 philippins: 2 électeurs et 2 non-électeurs.
Cardinaux électeurs:
- Luis Antonio Tagle, préfet de la Congrégation pour l'évangélisation des peuples.
- Jose Advincula, archevêque de Manille.

Cardinaux non-électeurs:
- Orlando Quevedo, archevêque émérite de Cotabato.
- Gaudencio Rosales,  archevêque émérite de Manille.